# Міланське дербі

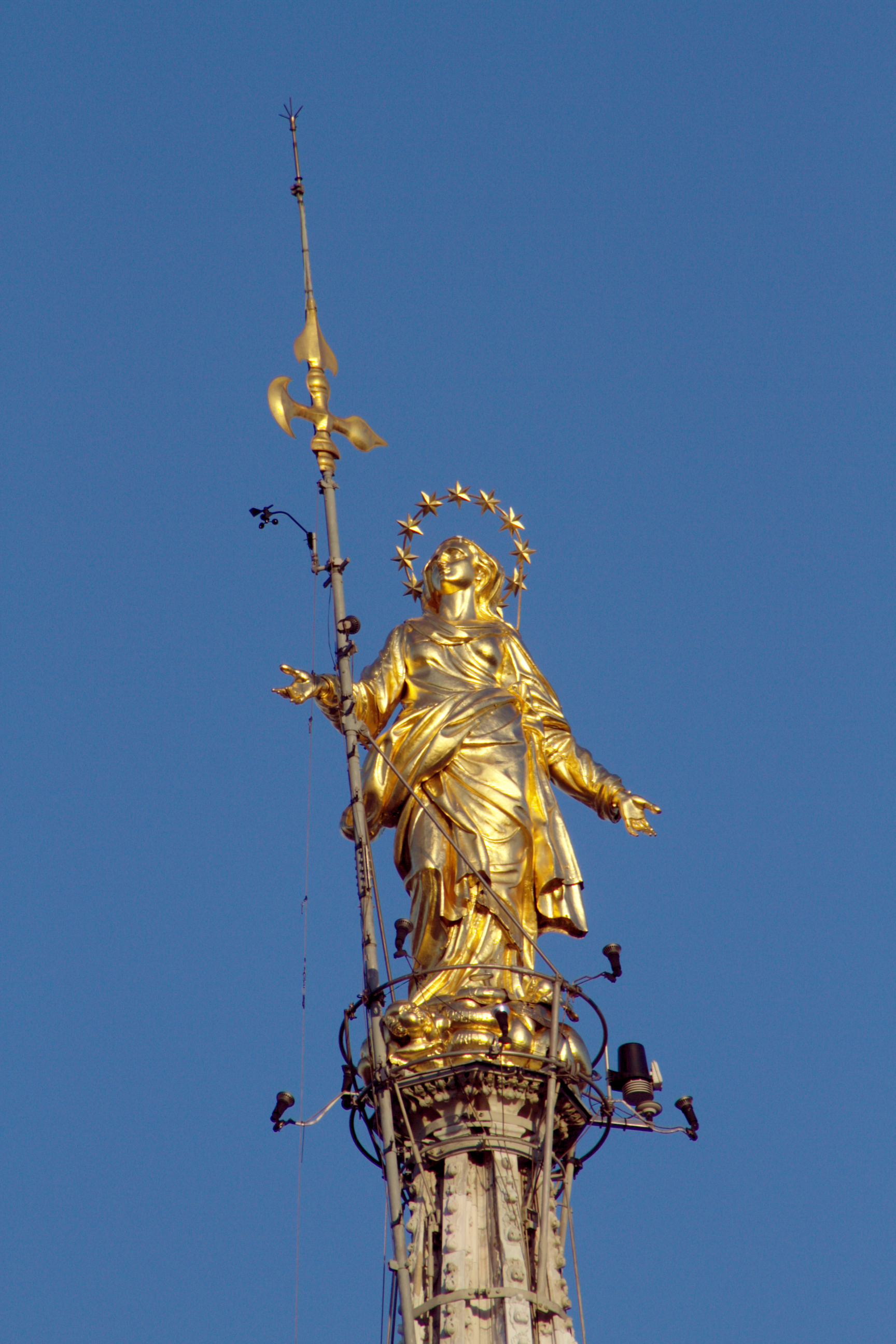
Мадонніна — статуя Діви Марії на верхівці Домського собору в Мілані.

Міланське дербі (італ. Derby della Madonnina або Derby di Milano) — футбольний матч між двома італійськими клубами з міста Мілана — «Міланом» та «Інтернаціонале». Міланське дербі — одне з найважливіших дербі у світовому футболі і найбільш очікувана подія італійського спортивного календаря. Міланські дербі відбуваються двічі на рік під час майже кожного сезону італійської Серії A, але час від часу дербі також трапляються в рамках розіграшів Ліги Чемпіонів, Кубка Італії та інших змагань.
Назва «della Madonnina» походить, за італійською традицією називати дербі за якоюсь визначною пам'яткою міста, від статуї Діви Марії (Madonnina) на верхівці Домського собору в Мілані.
В міланському дербі зустрічаються дві найбільш титуловані команди одного з найпрестижніших національних чемпіонатів Європи. На рахунку «Мілана» 19 титулів чемпіона країни, 5 Кубків і 5 Суперкубків Італії, 7 перемог в Лізі Чемпіонів, 4 Суперкубка Європи і три Інтерконтинентальних Кубка. «Інтер» вигравав чемпіонат Італії 20 разів, також 5 разів здобував Кубок і 3 — Суперкубок Італії, тричі вигравав Кубок УЄФА, двічі — Лігу Чемпіонів і також двічі — Інтерконтинентальний Кубок. В Італії лише «Ювентус» випереджає міланські клуби за кількістю перемог на національному рівні; на європейському рівні «Мілан» — незаперечний лідер.
Незважаючи на принципове суперництво як між клубами, так і між їхніми уболівальниками, і на ексцеси, які подеколи трапляються під час матчів, міланське дербі — найбільш мирне і спокійне дербі в італійському чемпіонаті, і спортивні пристрасті не часто виходять за рамки розумного. Багато відомих гравців в різні часи своєї кар'єри грали як за один, так і за другий клуб (наприклад Лоренцо Буффон, Джузеппе Меацца, Роберто Баджо), траплялися і прямі переходи з «Інтера» в «Мілан» і навпаки (найновіші приклади — переходи з «Інтера» до «Мілана» Даріо Шимича в 2002 і Джузеппе Фаваллі в 2006). На відміну від столичного дербі між римськими командами «Рома» і «Лаціо» в Мілані уболівальники сприймають такі переходи здебільшого спокійно і не звинувачують гравців у зраді.

## Стадіон
Матчі дербі відбуваються на стадіоні «Сан-Сіро», який є домашнім стадіоном для обох міланських клубів. Цей факт подеколи призводить до кумедних випадків у турнірах, згідно з регламентом яких переможець має визначатися за результатами двох матчів — домашнього і гостевого (наприклад, розіграші Кубка Італії чи кваліфікаційна та завершальна стадія Ліги Чемпіонів). У цьому разі одна з команд вважається номінальним «господарем», а друга — номінальним «гостем». В півфіналі розіграшу Ліги Чемпіонів 2003 року (це було перше міланське дербі в історії Кубка Чемпіонів—Ліги Чемпіонів) обидва матчі завершилися внічию з рахунком 0:0 і 1:1, і «Мілан» здобув перемогу і потрапив у фінал лише завдяки тому, що другий матч він грав номінально «на виїзді» і таким чином забив гол «в гостях», хоча матч проходив на його домашньому стадіоні. Матч міланського дербі 11 травня 2001 року, який «Інтер» програв з рахунком 0:6 — це його найбільша домашня поразка в Серії A.

## Історія суперництва між клубами

### Заснування клубів
Футбольний клуб «Мілан» був заснований 16 грудня 1899 року англійцями Альфредом Едвардсом і Гербертом Кілпіном; Едвардс став першим президентом клубу, а Кілпін — першим тренером і капітаном команди. Під керуванням Кілпіна клуб швидко набув відомості; вже в 1900 році він виграв свій перший трофей — Королівську медаль, а в 1901 році переміг в чемпіонаті Італії, перервавши кількарічну гегемонію в чемпіонаті клуба «Дженоа» з Генуї, який вигравав всі попередні чемпіонати. «Мілан» знову ставав чемпіоном Італії в 1906 і 1907 роках.
В 1908 році Італійська федерація футболу заборонила брати участь в національному чемпіонаті клубам, в складі яких були іноземні гравці. Позаяк більшість італійських футбольних клубів того часу була заснована англійцями, що жили в країні, це рішення оставило за межами чемпіонату більшість провідних команд. В керівництві «Мілана» щодо цієї політики виник конфлікт: одна фракція закликала до підтримки політики федерації, друга вважала необхідним добиватися скасування обмежень щодо іноземців. Результатом конфлікту став розкол клубу і заснування «Міжнародного футбольного клубу „Мілан“» (італ. Internazionale Football Club Milano), який згодом став відомим під скороченою назвою «Інтернаціонале». Герберт Кілпін, розлючений ставленням федерації до іноземців, вирішив завершити кар'єру гравця і покинув великий футбол. Хоча в наступному році футбольна федерація скасувала своє необмірковане рішення, в Мілані вже існувало два приблизно рівних по силі футбольних клуба найвищого рівня, і історія суперництва між двома міланськими командами почалася.
Історично «Мілан» вважався клубом міського робітничого класу і членів профспілок, серед яких було багато трудових мігрантів з півдня Італії, тоді як за «Інтер» традиційно вболівали представники заможнішого середнього класу і буржуазії, переважно корінні міланці; такий розподіл прихильності уболівальників надавав суто спортивному суперництву деякі риси соціальної боротьби. Уболівальники «Інтера» зневажливо називали прихильників «Мілана» casciavìt (що міланською говіркою означає «викрутка», а також має сленгове значення «незграбний, простуватий»); це прізвисько містило натяк на переважно пролетарське походження міланських вболівальників і одночасно на низький рівень їхньої освіти. В свою чергу, уболівальники «Мілана» називали прибічників «Інтера» прізвиськом bauscia («хвалько», «фанфарон»).
В останні десятиріччя XX ст. візерунок підтримки зазнав значних змін і втратив своє соціальне забарвлення, особливо після того, як власником «Мілана» став консервативний медіа-магнат і колишній прем'єр-міністр Італії Сільвіо Берлусконі, лідер правоцентристської партії «Forza Italia», а «Інтер» придбав нафтопромисловець Массімо Моратті, відомий своїм лівими поглядами. Однак і досі серед уболівальників «Мілана» переважають представники лівої частини політичного спектру, тоді як серед фанатів «Інтера» більше консерваторів і прихильників правих поглядів.

### Ранні роки
Першим міланським дербі був товариський матч між «Міланом» і новоствореним «Інтером», який відбувся 18 жовтня 1908 року в швейцарському містечку К'яссо. Наступне «виїзне» дербі трапилося 29 червня 1969 року, коли команди зустрілися в Нью-Йорку на стадіоні «Янкі». Решта зустрічей між міланськими командами незмінно відбувалася на їхньому домашньому стадіоні «Сан-Сіро» в Мілані.
Спочатку досвідченіший «Мілан» мав перевагу над «Інтером», але коли в 1930-х роках в «Інтері» склалася потужна команда, за яку грали Армандо Кастеллацці, Аттіліо Демарія і знаменитий Джузеппе Меацца, положення почало виправлятися. На початку 1960-х років «Інтер» практично зрівнявся з «Міланом» і почав запекло конкурувати з ним за національні і європейські титули. Протягом 1960-х, 1970-х і на початку 1980-х років перевагу як в наочному протистоянні, так і взагалі в національних і міжнародних змаганнях вже мав «Інтер»; наприклад, він тричі вигравав Інтерконтинентальний кубок, найвищу нагороду у світовому клубному футболі. Однак починаючи з кінця 1980-х, коли володарем «Мілана» став Сільвіо Берлусконі, клуб значно підсилився і почав демонструвати неабиякі успіхи як в чемпіонаті Італії, так і на європейському рівні, відтісняючи «Інтер» на задній план.

### Доба Маццоли та Рівери

Еленіо Еррера (ліворуч) з Сандро Маццолою.

В міланських дербі 1960-х років сходилися віч-на-віч дві з найяскравіших зірок італійського футболу того часу. На боці «Інтера» це був Сандро Маццола, син знаменитого гравця «Торіно» Валентино Маццоли, який в 1949 році загинув в авіакатастрофі разом з усією командою. З боку «Мілана» йому протистояв Джанні Рівера, за свої таланти прозваний «золотим хлопчиком». Міланські дербі тієї доби демонстрували яскравий і безкомпромісний футбол і характеризувалися шаленою конкуренцією між клубами як на полі, так і поза грою; коли «Мілан» в 1963 році виграв Кубок чемпіонів, «Інтер» відповів на це двома Кубками чемпіонів в наступних роках; «Мілан» знову став чемпіоном Європи в 1969. В цей період запеклого протистояння, який був порою успіхів для обох команд, «Мілан» очолював Нерео Рокко, винахідник тактики «катеначчо», а «Інтер» — аргентинець Еленіо Еррера, якому вдавалося найбільш успішно використовувати переваги цієї тактичної схеми.

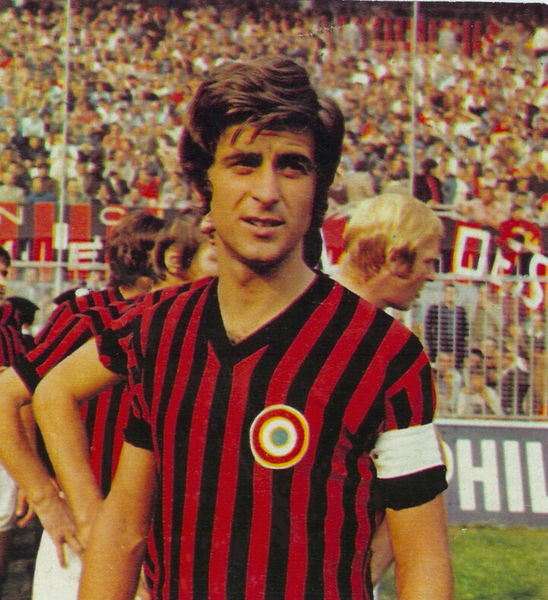
Джанні Рівера

Принципове суперництво між міланськими клубами та особиста конкуренція між їхніми провідними гравцями, Маццолою і Ріверою, яка подеколи переходила у зневагу і відкриту ворожнечу, виплескувалася за межі міланського дербі й італійського чемпіонату загалом і відчувалася навіть у збірній Італії, у складі якої виступали обидві міланські зірки. Маццола і Рівера звичайно не виходили на поле разом, як правило, один з них грав перший тайм, а інший виходив йому на заміну в другому. Багато італійських тифозі вважали поразку італійської збірної у фіналі чемпіонату світу 1970 року проти Бразилії наслідком помилки тренера Ферруччо Вакареджі, який випустив у стартовому складі Маццолу і замінив його на Ріверу лише на 88-й хвилині, коли рахунок вже був 4:1 на користь бразильців, й Італія втратила всі шанси. Вболівальники вважали, що моторніший Рівера, якщо б вийшов на поле раніше, був здатен пожвавити гру і переломити хід матчу.

### 1990-ті роки і сучасне становище

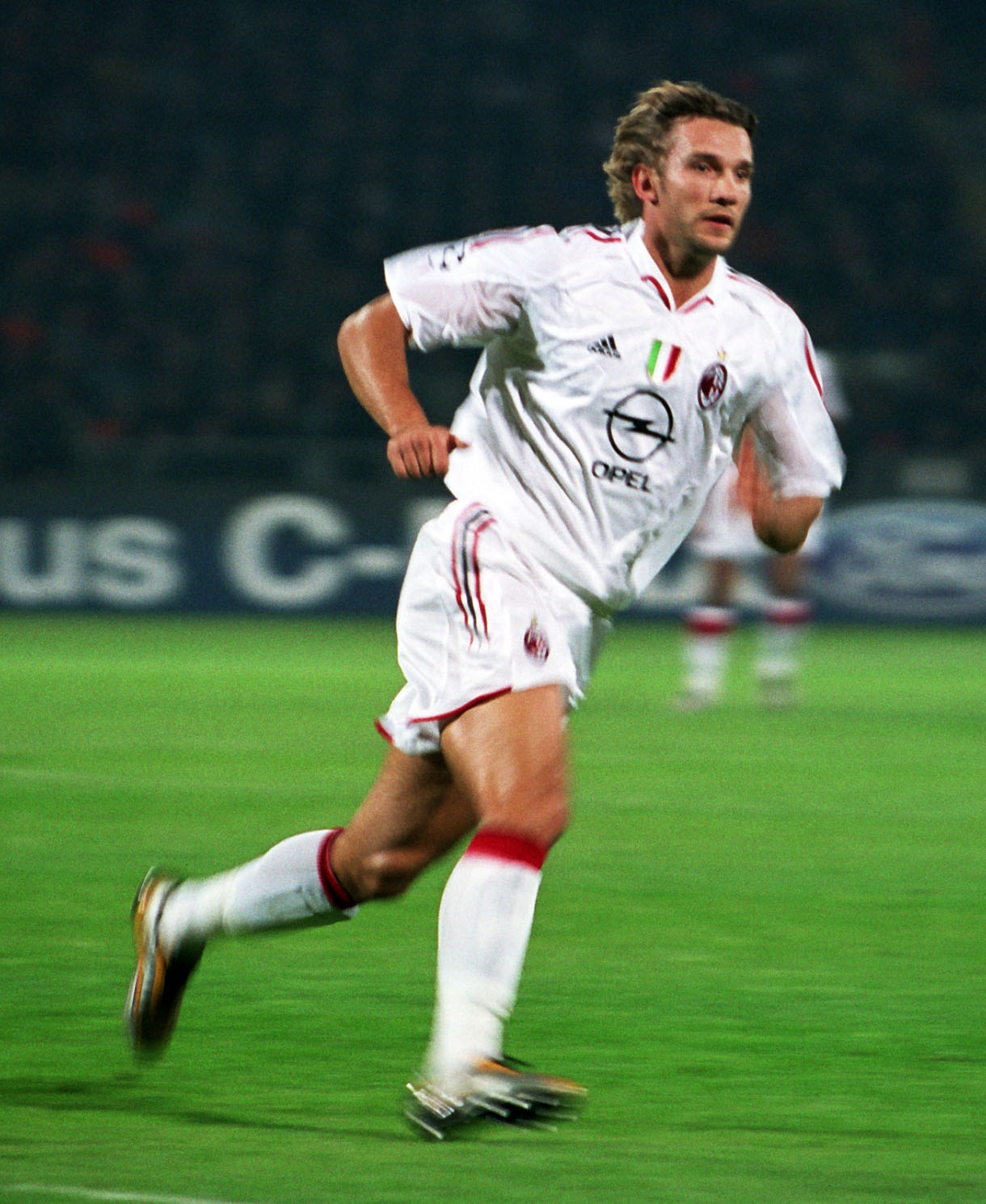
Андрій Шевченко - найкращий бомбардир в історії дербі.

Інший період особливого загострення суперництва між міланськими клубами трапився наприкінці 1980-х — початку 1990-х років, коли за «Мілан» грало знамените голландське тріо Марко ван Бастен—Франк Рейкаард—Рууд Гулліт, а кольори «Інтера» захищала трійка німців: Андреас Бреме, Юрген Клінсманн і Лотар Маттеус. В цей період удача частіше була на боці «Мілана» і голландців: збірна Нідерландів, за яку виступали троє гравців «Мілана», виграла чемпіонат Європи 1988 року, в тому же році «Мілан» виграв чемпіонат Італії. В наступні роки двічі поспіль (в 1989 і 1990) «Мілан» вигравав Кубок чемпіонів, хоча скудетто 1989 року поступив «Інтеру».
Міланське суперництво мало несподіване продовження на чемпіонаті світу 1990 року, який проходив саме в Італії; обидві трійки зірок брали участь в цьому турнірі у складі своїх національних збірних, які вважалися фаворитами чемпіонату. Матч ⅛ фіналу між Західною Німеччиною і Нідерландами відбувався 24 червня 1990 року саме на стадіоні «Сан-Сіро» в Мілані, і вболівальники обох клубів розглядали його як продовження протистояння між «Міланом» і «Інтером». Напружений і нервовий матч, під час якого Франка Рейкаарда було видалено з поля за плювок в нападника німців Руді Фьоллера, закінчився поразкою голландців з рахунком 2:1; два німецькі голи, забиті Клінсманном і Бреме, вболівальники «Інтера» сприйняли як моральну перемогу свого клуба.
Втім, після цього чемпіонату гегемонія «Мілана» продовжилася як в Італії, так і на європейському рівні. Міцна команда, побудована Фабіо Капелло і прозвана уболівальниками «непереможною», здобула п'ятий Кубок чемпіонів в 1994 році, розгромивши у фіналі «Барселону» рахунком 4:0. Під керівництвом Капелло «Мілан» три сезони поспіль досягав фіналу Кубка чемпіонів.
Прихильники «Інтера», які з 1989 року очікували наступного скудетто від своєї команди, дочекалися його лише в 2006 році, коли внаслідок скандалу з договірними матчами чемпіонський титул 2006 року було відібрано у «Ювентуса» і передано «Інтеру». У 2007 році «Інтер» здобув скудетто вже за рахунок власної відмінної гри, провівши безпрецедентну серію з 17 перемог і вигравши обидва міланські дербі цього сезону (проте слід зауважити, що «Ювентус» в цьому сезоні грав у Серії B, а «Мілан» був оштрафований на 8 очок). Останнє дербі 11 березня 2007 привернуло особливу увагу фанів, позаяк в цьому матчі у складі «Мілана» вийшов знаменитий бразилець Роналдо, який в минулому тривалий час грав у «Інтері».

## Інші міланські дербі ранньої доби
На початку XX ст. до розділення «Мілана» на два клуби його суперником по міланським дербі було «Спортивне товариство „Міланезе“», клуб, який був заснований в 1902 році і двічі займав друге місце в чемпіонаті Італії. Також траплялися міланські дербі з іншими командами міста: «Медіоланумом» в 1904, «Енторією Голіардо» в 1908 і «Аузонією Про Горла» (регламент італійського чемпіонату того часу більше нагадував сучасні кубкові турніри, і дві команди не обов'язково зустрічалися між собою в кожному сезоні). Всі ці клуби виступали в чемпіонаті Італії в 1910-х — 1920-х роках, але потім або припинили існування, або покинули еліту італійського футболу: футбольна команда «Медіоланума» була розпущена в 1905 році і частково влилася до складу «Міланезе»; «Міланезе» в 1920-х роках грав у другому та третьому дивізіоні, а в 1928 році був об'єднаний з «Інтером»; «Енторія» існує до сих пір і грає в провінціальній лізі «Третьої категорії» (Terza categoria) для аматорських клубів.

## Чвертьфінал Ліги Чемпіонів 2004/2005
Сумної відомості набув матч міланського дербі 12 квітня 2005 року, який трапився в чвертьфіналі Ліги Чемпіонів.
Перша гра цього тура завершилася перемогою «Мілана» 1:0 завдяки голу, забитому Андрієм Шевченко. В другому матчі, після того, як арбітр Маркус Мерк не зарахував гол, забитий в ворота «Мілана» Естебаном Камб'яссо на підставі неочевидного порушення правил проти воротаря міланців Нельсона Діди, а потім видалив його з поля за суперечки, уболівальники «Інтера», розлючені рішенням судді, почали кидати на поле петарди, пляшки та інші речі і запускати сигнальні ракети. Одна з ракет влучила в праве плече Діди, який вийшов з воріт, щоб прибрати з поля пляшки. Мерк припинив матч на 74-й хвилині; після півгодинної перерви, протягом якої були викликані пожежники, щоб прибрати з поля палаючі петарди, матч було відновлено; Нельсона Діду, який отримав синець і опік першого ступеня і не міг продовжувати гру, у воротах «Мілана» замінив Крістіан Абб'яті. Однак вже хвилиною пізніше на поле знову полетіли пляшки й петарди, і рішенням арбітра матч було достроково завершено.
Рішенням УЄФА «Інтеру» в цьому матчі була присуджена технічна поразка з рахунком 0:3. Також клуб був оштрафований на 200000 євро (найбільший штраф в історії УЄФА), і свій перший домашній матч в наступному розіграші Ліги Чемпіонів він мав зіграти при пустих трибунах.
Пошкодження Нельсона Діди виявилися не серйозними, він швидко одужав і не пропустив внаслідок цього інциденту жодного матчу.

## Сумарна таблиця міланських дербі
Статистика наведена станом на 23 квітня 2025
| Турнір                  | Матчів | Перемог | Перемог | Перемог | Голів   | Голів   |
| Турнір                  | Матчів | «Інтер» | Нічия   | «Мілан» | «Інтер» | «Мілан» |
| ----------------------- | ------ | ------- | ------- | ------- | ------- | ------- |
| Чемпіонат Італії        | 204    | 78      | 60      | 66      | 300     | 270     |
| Кубок Італії            | 29     | 9       | 9       | 11      | 28      | 38      |
| Суперкубок Італії       | 3      | 1       | 0       | 2       | 6       | 5       |
| Чемпіонат Висока Італії | 2      | 1       | 0       | 1       | 3       | 3       |
| Ліга Чемпіонів          | 6      | 2       | 2       | 2       | 4       | 6       |
| Всього                  | 244    | 91      | 71      | 82      | 341     | 322     |

### Рекорди
- Найбільша перемога «Мілана»: 6 (11 травня 2001, «Мілан» — «Інтер» 6:0)
- Найбільша перемога «Інтера»: 5 (2 лютого 1910, «Мілан» — «Інтер» 0:5)
- Найбільша сумарна кількість голів: 11 (6 листопада 1949, «Інтер» — «Мілан» 6:5)

### Інше
У сезоні 1993/94 обидва міланські клуби здобули європейські футбольні трофеї: «Мілан»  — Кубок чемпіонів, «Інтер» — Кубок УЄФА. Це був єдиний випадок в історії європейського футболу, коли обидва трофеї вибороли клуби з одного міста.

## Міланські дербі сезону 2006/07
Перший матч міланського дербі сезону 2006/07 28 жовтня 2006 року преса назвала найбільш видовищним міланським дербі всіх часів. В ході напруженого матчу, під час якого було забито сім м'ячів, «Інтер» переміг з рахунком 4:3. Після першого тайму «Інтер» лідирував з рахунком 3:0 завдяки голам Креспо, Станковича і Ібрагімовича. На початку другого тайму «Мілан» скоротив різницю голом Кларенса Зеедорфа, на що «Інтер» відповів голом Матерацці на 68-й хвилині, який зробив рахунок 4:1. Однак відразу після цього Матерацці заробив другу жовту картку за занадто буйне святкування забитого голу і був видалений з поля. Отримавши кількісну перевагу, «Мілан» безперервно штурмував ворота «Інтера» до самого закінчення матчу і зумів забити два гола на 76-й (Джилардіно) і 90-й (Кака) хвилині, але на те, щоб відшкодувати розрив в три м'яча і зрівняти рахунок, йому вже не вистачило часу.
Друге міланське дербі цього сезону 11 березня 2007 року також закінчилося перемогою «Інтера»: на голи Круса і Ібрагімовича «Мілан» зміг відповісти лише єдиним голом, забитим бразильцем Роналдо, який в минулому тривалий час грав за «Інтер» і перейшов до «Мілана» під час зимової паузи в чемпіонаті.